# Lucius Annius Vinicianus
Lucius Annius Vinicianus est un sénateur romain du Ier siècle, pressenti pendant quelques heures pour succéder à Caligula. Impliqué en 42 dans une sédition contre Claude qui échoue, il se suicide.

## Biographie
Lucius Annius Vinicianus est le fils d'Annius Pollio et de Vinicia, belle-sœur de Julia Livilla, elle-même sœur cadette de Caligula. Accusé de lèse-majesté en 32, il est épargné sur l'intervention de Tibère. Son nom figure sur la liste des frères Arvales de 38. En janvier 41, peu après l'assassinat de Caligula, son nom circule au Sénat parmi plusieurs successeurs envisagés, mais la proclamation de Claude par les prétoriens met un terme aux tentatives du Sénat.
En 42, il participe à la conjuration de Scribonianus. Après l'échec de cette sédition, il se suicide.